# Page One
Page One ist ein Jazz-Album von Joe Henderson. Es wurde am 3. Juni 1963 in Englewood Cliffs aufgenommen und 1963 auf Blue Note Records veröffentlicht.

## Das Album
Page One war das Debütalbum des Tenorsaxophonisten Joe Henderson, der erst im Spätsommer 1962 nach seiner Entlassung aus der US-Army nach New York gekommen war. Der Trompeter Kenny Dorham führte ihn in die dortige Jazzszene ein und machte ihn zum Mitglied seines Quintetts. Im April 1963 entstand unter Dorhams Leitung das Blue Note-Album Una Mas
mit Henderson, Butch Warren, Herbie Hancock und Tony Williams. Am 3. Juni 1963 gingen die Musiker in ähnlicher Besetzung mit dem Schlagzeuger Pete LaRoca und dem Pianisten McCoy Tyner ins Studio, der aus Kontraktgründen auf dem damaligen LP-Cover nicht aufgeführt wurde.
Da die Juni-Session unter Hendersons Leitung sehr erfolgreich verlief, zogen Alfred Lion und Francis Wolff die Veröffentlichung des Materials vor und brachten zuerst Page One auf den Markt; es wurde – nicht zuletzt durch den Titel Blue Bossa – zu einem der erfolgreichsten Alben des Labels und gehört inzwischen zu den klassischen Alben dieser Ära. Insgesamt nahm das Dorham/Henderson-Quintett fünf Alben auf.
Bekannteste Titel des Albums wurden die beiden Bossa-Nova-Kompositionen Dorhams und Hendersons, das Titelstück Blue Bossa und Recorda Me (portugiesisch denk an mich), den der Saxophonist bereits 1955 nach Ende seiner Highschool-Zeit schrieb. Recorda Me verbinde das Fließende des Bossa Nova-Feeling mit Jazztechniken, schrieb Kenny Dorham in den Liner Notes. Auf seinem Jobim-Album Double Rainbow von 1995 nahm Henderson diese Verbindung wieder auf. Jinrikisha, ebenfalls eine Henderson-Komposition, ist nach einer dämonischen chinesischen Karte benannt und wird von der Band im mittleren Tempo gespielt. Tyner setzt sparsame akkordische Akzente.

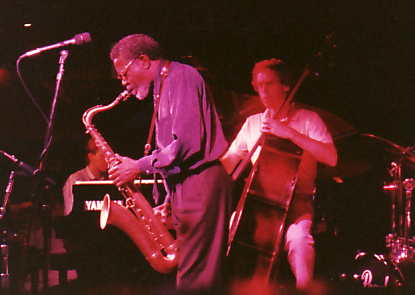
Joe Henderson

In La Mesha erforschte Henderson „auf dramatische Weise die Melodie; innerhalb der Phrasen der Melodie offenbart er kraftvolle Soli, eine Art Melange aus Thema und Variationen hierzu“, schrieb Zan Stewart. Hendersons Blues Out of the Night, bereits 1957 geschrieben, „gebraucht Phrasen mit ausgedehnten Noten und einem Gespür für Raum, indem er Spannung aufbaut, die erst mit den schnelleren, dichteren Passagen abgebaut wird.“
Stewart betont auch die Leichtigkeit des Pianospiels Tyners, verglichen mit der Intensität seines späteren Werkes. Das Stück endet mit einem kurzen Solo Tyners und einem Unisono-Vortrag des Themas durch die beiden Bläser. Dorhams Titel Blue Bossa wurde zu einem der bekanntesten Titel Joe Hendersons und zu einem Jazzstandard, der Interpretationen durch Musiker wie Jay Jay Johnson, Kenny Burrell, Tommy Flanagan, Chick Corea und Bobby McFerrin sowie Ray Brown und Ernestine Anderson erfuhr.

## Bewertung des Albums

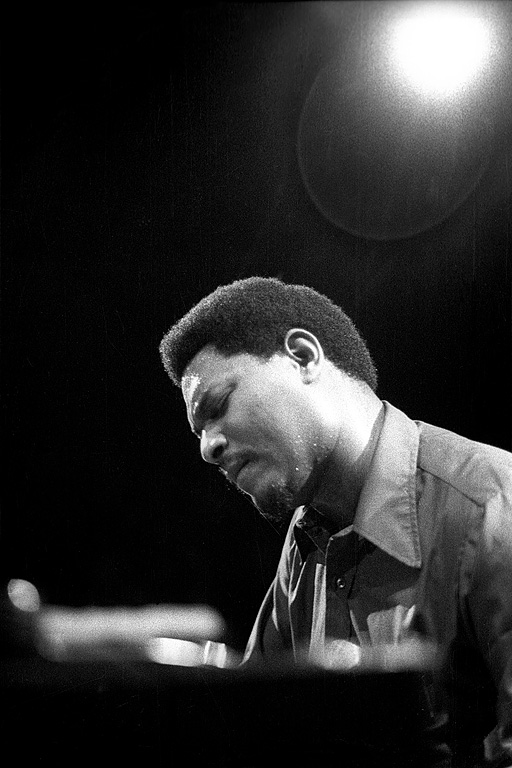
McCoy Tyner (1973)

Richard Cook und Brian Morton schrieben 2001 in ihrer Würdigung des Albums im Penguin Guide to Jazz, das sie mit der Höchstnote von vier Sternen auszeichneten: Joe Henderson ist immer in der Mitte eines großartigen Solos. Er ist ein thematischer Spieler, der sich mit methodischer Intensität durch die Strukturen der Kompositionen arbeite; aber er ist auch ein meisterhafter licks-Spieler, der über einen anscheinend endlosen Vorrat an Phrasen verfüge, mit denen er der Herausforderung jeder Post-Bop-Session begegne.
Dies gibt seinen besten Improvisationen die Balance zwischen Überraschung, Unmittelbarkeit und Stimmigkeit, über die nur wenige Saxophonisten verfügen. Bei dem Album Page One sei einfach alles, sogar das hingeworfene Blues Homestretch ausdrucksstark ausgeführt.
Tyner, Warren und LaRoca waren eine Rhythmusgruppe, die zwar nur selten miteinander spielte, hier aber sehr gut harmoniere, wie es auch der (sonst) unkalkulierbare Dorham tue.

## Die Titel
- Joe Henderson/Kenny Dorham Quintett - Page One (Blue Note BLP 4140 und BST 84140)

1. Blue Bossa (Kenny Dorham) – 8:03
2. La Mesha (Dorham) – 9:10
3. Homestretch – 4:15
4. Recorda Me – 6:03
5. Jinrikisha – 7:24
6. Out of the Night – 7:23

Alle weiteren Kompositionen stammen von Joe Henderson. Die Liner Notes zu dem Original-Album schrieb Kenny Dorham.

## Diskografische Hinweise
Das Album wurde im Jahr 2003 in der Reihe The Rudy Van Gelder Edition neu herausgegeben, versehen mit neuen Liner Notes von Bob Blumenthal.